# Císařský kult
Císařský kult je formou státního náboženství. Například starověcí egyptští faraoni byli uctíváni jako boží králové. Je znám římský císařský kult ve starověkém Římě. Kult císaře byl charakteristický také pro šintoismus. Kult císaře byl v roce 1945 sice formálně zrušen, ale zemřelé japonské císaře šintoisté nadále uctívají jako bohy.